# 매드 갓
매드 갓은 필 티펫이 각본, 제작, 감독을 맡은 2021년 미국 스톱모션 애니메이션 영화다. 이 영화는 로보캅 2를 제작 중이던 필 티펫이 제작하기 시작했다. 하지만 쥬라기 공원의 프로토타입 영상을 보고 스톱모션의 시대는 끝났다고 여겨 제작을 중단하게 되었는데 20년이 흐른 2010년에 다시 제작하기 시작했다. 이때 킥스타터 후원을 받으며 제작비를 마련했다. 그렇게 10년 가까이 흐른 2021년에 본작을 완성했다.
매드 갓은 공개됨과 동시에 여러 주목을 받아 2021년 8월 5일 로카르노 영화제에서 상영되었으며, 2022년 6월 16일에는 호러 전문 스트리밍 사이트인 셔더 독점으로 미국에서 공개되었다. 이 영화는 개봉과 동시에 비평가들의 호평을 받았고 여러 상을 수상했다.